# Dirbach
Dirbach (en luxemburguès: Dierbech; en alemany: Dirbach) és una vila de les comunes de Bourscheid, Esch-sur-Sûre, i Goesdorf situada al districte de Diekirch de cantó de Diekirch i el cantó de Wiltz. Està a uns 35 km de distància de la ciutat de Luxemburg.

## Història
Dirbach era una vila de la comuna d'Heiderscheid fins a la fusió formal d'aquesta última amb Esch-sur-Sûre l'1 de gener de 2012.